# کد منبع (فیلم)
کد منبع یا رمز منبع (به انگلیسی: Source Code) فیلمی در ژانر علمی-تخیلی به کارگردانی دانکن جونز و نوشتهٔ بن ریپلی است. بازیگرانی همچون جیک جیلنهال، میشل موناهن، ویرا فارمیگا و جفری رایت در این فیلم ایفای نقش کرده‌اند. این فیلم در ۱ آوریل ۲۰۱۱، توسط شرکت سامیت اینترتینمنت در آمریکای شمالی و اروپا اکران شد.

## خلاصۀ داستان
دکتر راتلج (جفری رایت) توانسته دستگاهی با قابلیت بازگشت زمان را اختراع کند. در همین زمان انفجاری در یک قطار موجب کشته شدن چندین انسان شده‌است که پلیس هنوز نتوانسته عامل این انفجار را پیدا کند و از طرفی می‌دانند که باز هم قرار است مجرم در جای دیگر این کار را تکرار کند برای همین تصمیم می‌گیرند با استفاده از این اختراع و استفاده از ذهن تقریباً زنده یک سرباز مرده به نام کالتر استیونز (جیک جیلنهال) زمان را به عقب در قطار برگردانند تا بتوانند عامل این خرابکاری را پیدا کنند. روش اینگونه است که این سرباز از طریق یک شکاف زمانی و با هویت دیگر وارد قطار می‌شود و فقط چند دقیقه فرصت دارد تا آن فرد را پیدا کند چون به محض انفجار باز هم به زمان حال برمیگردد. کالتر ابتدا سردرگم است و فقط می‌دانند که در یک محفظه بسته‌است که هر از چندبار او را به یک قطار می‌فرستند و برمیگردد تا زمانی که بعد از کلی اعتراض دکتر گودوین (ویرا فارمیگا)، تنها کسی که کالتر او را می‌بیند و با او حرف می‌زند، ماجرا را برای او تعریف می‌کند و به او توضیح می‌دهد که نجات جان مسافران بی فایده است چون این اتفاق رخ داده‌است و این تنها شخص کالتر است که می‌تواند به عقب برگردد نه آنها پس فقط لازم است که مجرم را پیدا کند اما کالتر گوش نمی‌دهد و تلاش می‌کند مسافران قطار را هم نجات دهد. در این حین دکتر گودوین سری به جنازه نیم تنه کالتر که دریک محفظه شیشه‌ای است می‌زند. در نهایت کالتر و هم مسافری‌اش (میشل موناهن) که در واقع همکارش است و در از همان ابتدا منتظر این است که کالتر به او پیشنهاد ازدواج بدهد، می‌توانند مجرم را پیدا کنند و وی را تحویل پلیس می‌دهند دکتر گودوین هم برخلاف اجازه دکتر راتلج و مسئولان پنل ارتباطی کالتر را قطع می‌کند. در سکانس آخر فیلم کالتر که همراه کریستینا است به دکتر گودوین زنگ می‌زند و با وی صحبت می‌کند.

## بازیگران و شخصیت‌ها
- جیک جیلنهال (کالتر استیونز)
- میشل موناهن (کریستینا وارن)
- ویرا فارمیگا (کالین گودوین)
- جفری رایت (دکتر راتلج)
- کاس انوار (حضمی)
- راشل پیترز (مکس دِنوف)
- مایکل آردن (دِرِک فِراست)
- اسکات باکولا (پدر استیونز)